# Piramidezenegroen
Piramidezenegroen (Ajuga pyramidalis) is een groenblijvende, vaste plant, die behoort tot de lipbloemenfamilie (Lamiaceae). Piramidezenegroen staat op de Nederlandse Rode lijst van planten als zeer zeldzaam en stabiel of toegenomen. De plant komt van nature voor in bergachtige streken van Europa. Het aantal chromosomen is 2n = 32.
De plant wordt 5 - 25 cm hoog en vormt geen uitlopers. De vierkantige stengel is tot aan de voet rondom behaard. De omgekeerd-eironde, 5 tot 10 cm lange bladeren zijn ondiep gekarteld. De onderste bladeren vormen een wortelrozet.
Piramidezenegroen bloeit van mei tot in juni met 1 - 1,8 cm grote, lichtblauwe bloemen. De bloemen vormen aan het begin van de bloeiwijze een dichte schijnkrans, die later losser wordt. Alle schutbladen zijn langer dan de bloemen. De bovenste (schut)bladen hebben vaak een blauwe of violette kleur. De bloem wordt bestoven door o.a. hommels.
De vrucht is een vierdelige, 2,5 mm lange en 1,5 mm brede splitvrucht. Aan de zaden zit een mierenbroodje.

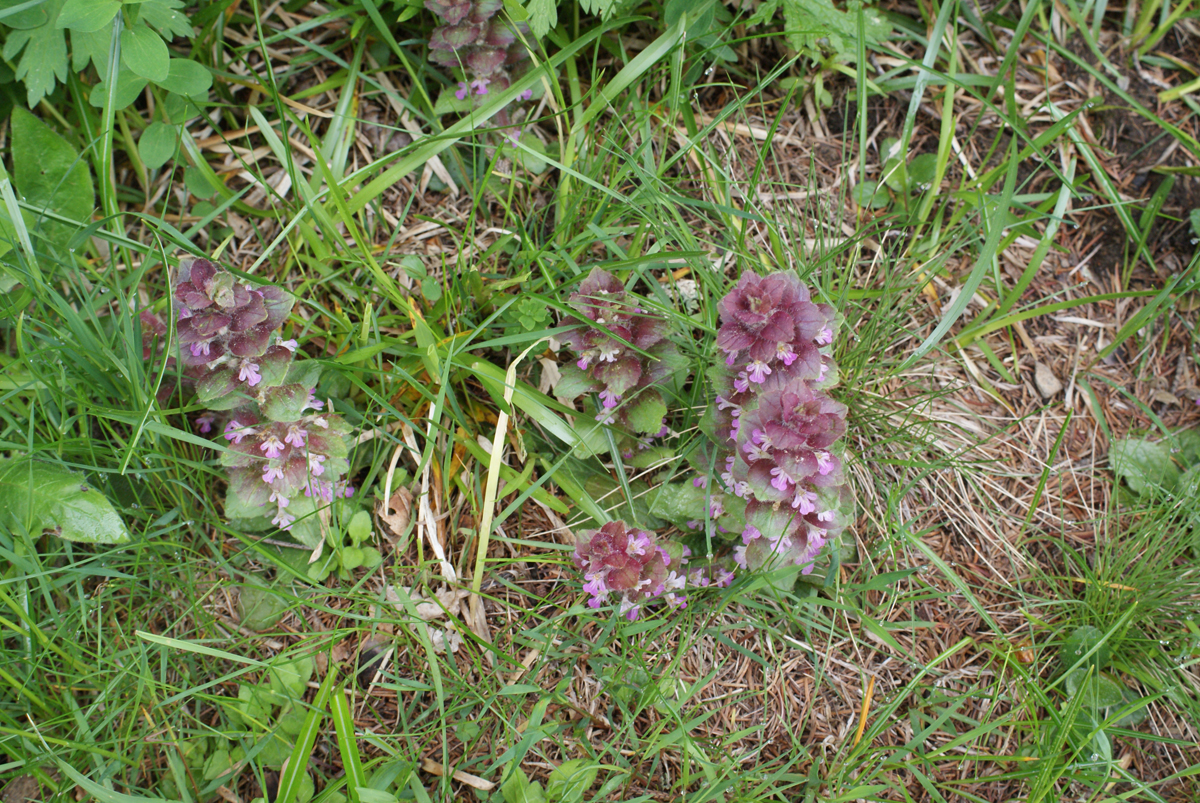
Plant
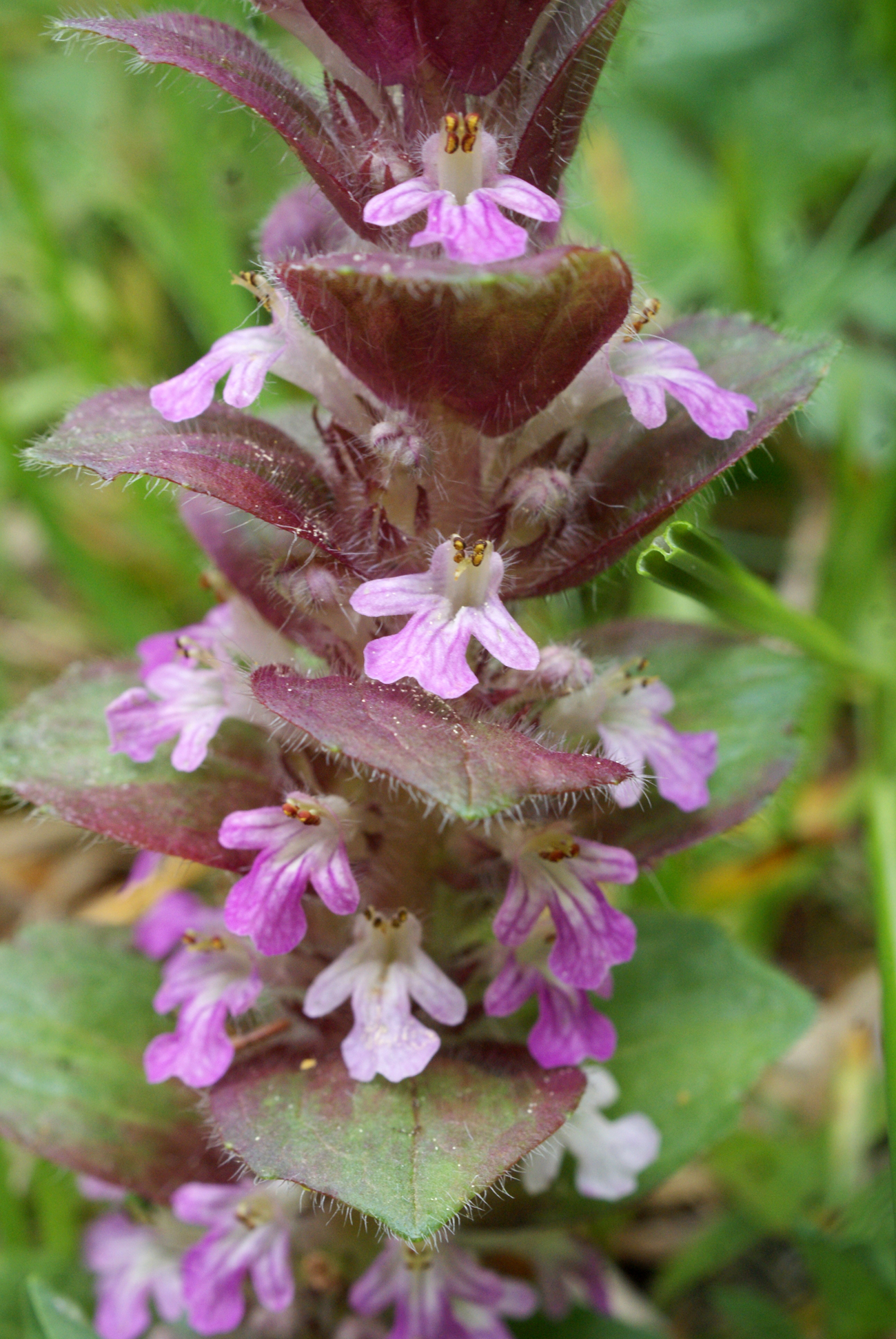
Bloeiwijze
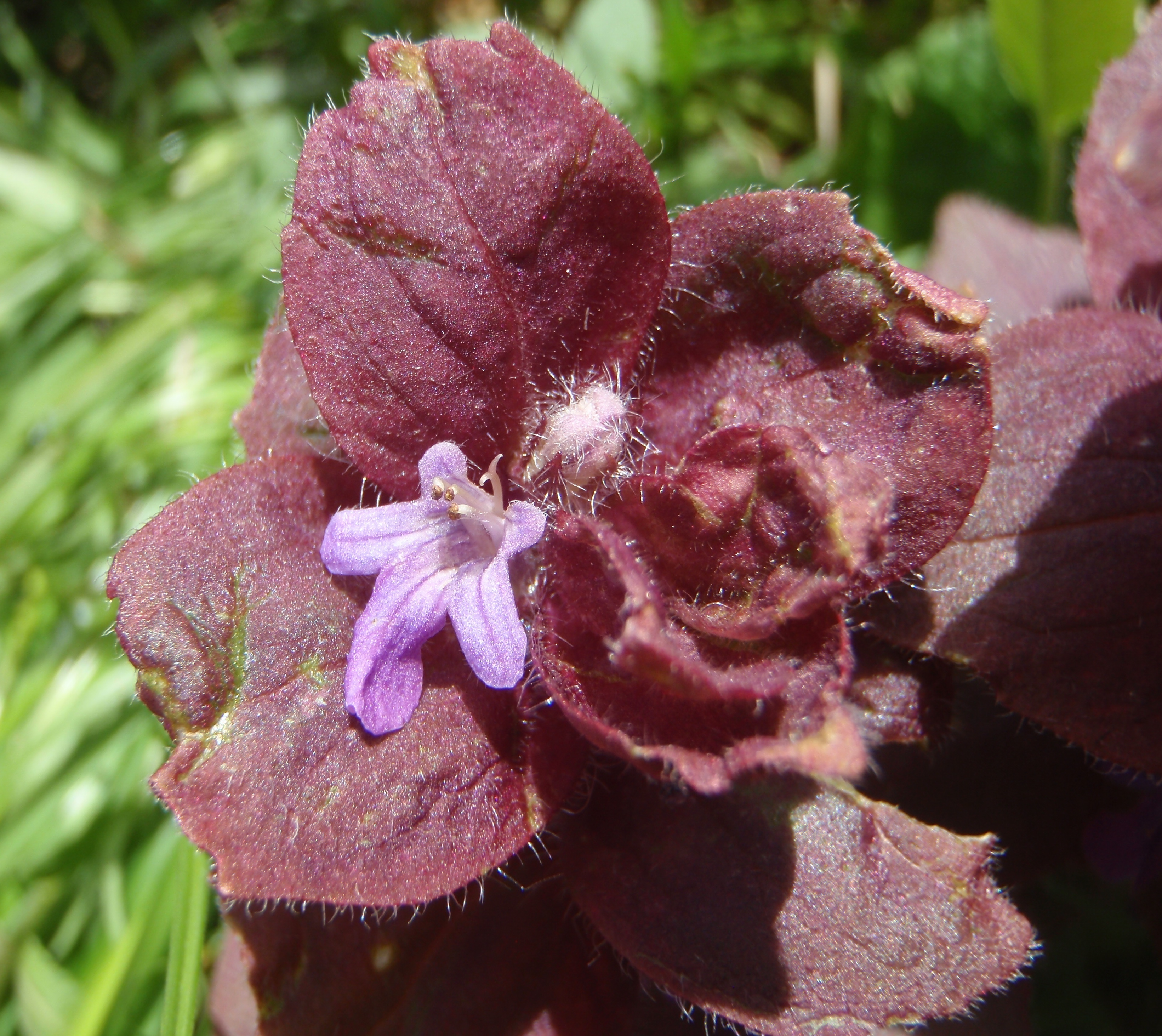
Bloem
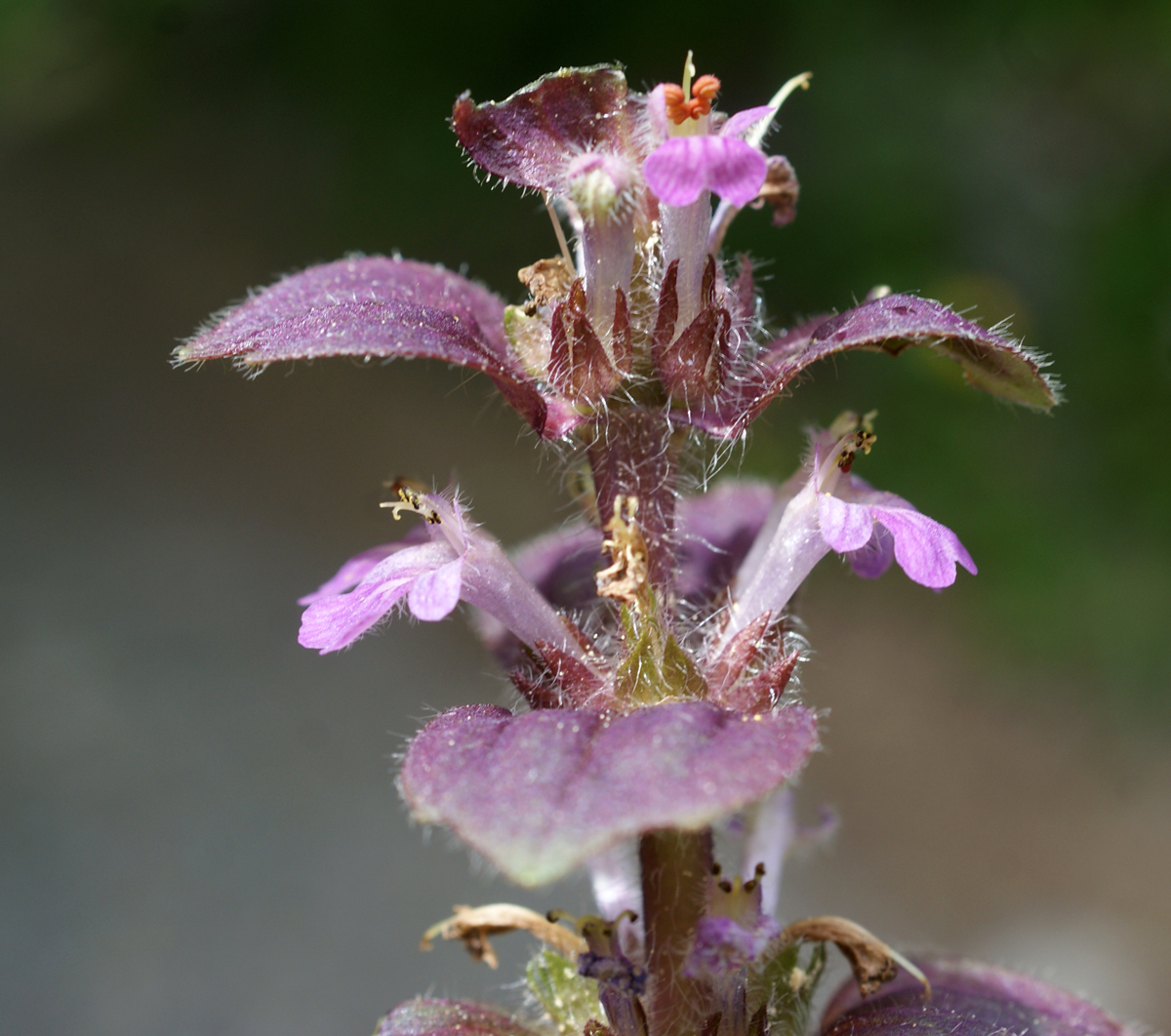
Bloem

De plant komt in Nederland voor in de duinen.